# Charles Itandje
Charles Hubert Itandje (* 2. listopadu 1982) je bývalý profesionální fotbalový brankář. Itandje se narodil ve Francii, ale reprezentoval kamerunský národní tým.

## Klubová kariéra

### Lens
Itandje se narodil v Bobigny (předměstí Paříže) rodičům kamerunského původu a svou profesionální kariéru zahájil v roce 2001 ve francouzském klubu RC Lens, za který odehrál 170 ligových zápasů a 21 zápasů v Evropě. Lens byli připraveni umožnit Itandjemu odejít do Liverpoolu poté, co v létě 2007 podepsali dva brankáře: "Ředitelé Lens uzavřeli definitivní prodej Charlese Itandje fotbalovému klubu Liverpool. Itandje opouští Lens po šesti letech dobré a loajální služby."

### Liverpool
Itandje podepsal smlouvu s Liverpoolem v srpnu 2007 jako druhý brankář za Pepe Reinou, což umožnilo Scottu Carsonovi připojit se k Aston Ville na sezónní hostování, kde by pravidelně hrál. Itandje o svém přestupu řekl: "V Liverpoolu je velmi dobrý brankář, který je tam tři roky. Jednoznačně budu číslo 2. Ale je tam 60 zápasů za sezónu a je plánováno, že budu hrát Ligový pohár a FA Cup." Svůj debut za Liverpool odehrál 25. září v zápase Ligového poháru proti Readingu, který Liverpool vyhrál 4:2, a celkem odehrál tři zápasy v Ligovém poháru a čtyři zápasy v FA Cupu za Liverpool v sezóně 2007/08.
V létě 2008 byl uvolněn k přestupu poté, co Liverpool podepsal Diega Cavalieriho, ale odmítl přestup do Galatasaraye. Za Liverpool, už ale nenastoupil a v lednu 2009 se snažil klub opustit.
Sezónu 2009/10 strávil Itandje na hostování v řeckém klubu Kavala FC a 30. června 2010 se vrátil do Liverpoolu. Jeho smlouva s Liverpoolem měla vypršet v lednu 2011 a on byl nejméně pátý v pořadí brankářů za Pepe Reinou, Bradem Jonesem, Péterem Gulácsim a Martinem Hansenem. Po svém návratu byl kritizován Johnem Aldridgem za to, že stále pobíral plat, místo aby hledal jiný klub, kde by měl šanci hrát. Celkem za Liverpool hrál Itandje 7krát.

#### Incident během uctění památky tragédie na stadionu Hillsborough
Po vzpomínkové bohoslužbě k dvacátému výročí tragédie na stadionu Hillsborough v dubnu 2009 si členové sboru stěžovali, že se Itandje během bohoslužby smál a choval se nevhodně. Jeho činy odsoudil i jeho klub Liverpool, který uvedl, že se bude snažit uložit maximální možný trest. Itandje se omluvil truchlícím rodinám a fanouškům Liverpoolu za své chování a klub ho suspendoval na 14 dní. Za klub už neodehrál další zápas na úrovni rezervy ani prvního týmu.
V exkluzivním rozhovoru pro Le Journal du Dimanche Itandje poprvé promluvil o incidentu na Hillsborough. Řekl, že když se viděl smát v televizi, popsal to jako "trapné a nevítané". V důsledku toho Itandje uvedl, že ho klub nikdy nepodporoval a příznivci klubu mu začali vyhrožovat slovy: "Nechoď po ulici, budeš přepaden." Jeho rostoucí stres způsobil, že měl ekzém na rukou.

Po přesunu do Atromitosu se Itandje důrazně omluvil:
Je mi to líto. Je mi to líto. Je mi to líto. Tisíckrát se omlouvám. Klubu, fanouškům a zejména rodinám, je mi to velmi líto.

### Kavala a Atromitos
Dne 29. srpna 2009 se Itandje přesunul na hostování do Kavaly na celou sezónu navzdory zájmu týmů La Liga Málaga a Sportingu de Gijón. Po vstupu do Kavaly Itandje říká, že vstup do klubu popisuje tuto zkušenost jako "exotickou v poměrně ambiciózním klubu" a "na rozdíl od všeho, co jsem zažil" klubu. Poté, co se stal druhým brankářem, se Itandjemu podařilo porazit konkurenci zkušeného brankáře Željka Kalace a stát se brankářem první volby. Itandje odehrál za Kavalu 19 zápasů a vychytal také 9 čistých kont za klub.
Dne 8. prosince 2010 bylo oznámeno, že Itandje opouští Liverpool a je uvolněn ze smlouvy. 1. ledna 2011 přestoupil do řeckého klubu Atromitos. Po jeho odchodu z Liverpoolu se novinám Liverpool Echo ulevilo, že se konečně zbavil Itandjeho. Od té doby, co se připojil k řeckému týmu natrvalo, se Itandje stal brankářskou jedničkou.
Nastoupil do finále řeckého poháru za Atromitos, který prohrál 0:3 s AEK na stadionu OAKA v Athénách a také nastoupil do dalšího finále řeckého poháru pro Atromitos, které na stadionu OAKA v Aténách podruhé prohráli 1:2 s Olympiakosem. Navzdory ztrátě řeckého poháru pomohlo Itandje klubu k pátému místu v lize, které vyústilo v kvalifikaci do Evropské ligy. V kvalifikačním kole Evropské ligy proti Newcastlu United hrál Itandje v obou zápasech, když Newcastle United vyhrál celkově 2:1, čímž vyřadil Atromitos z Evropské ligy.
Během svého působení v Atromitosu Itandje ocenil Giorgose Donise, že mu pomohl: "Jsem velmi hrdý na to, že můj trenér o mně říká velmi dobré věci. Kvůli tomu jsem přišel do týmu. Donis mi přinesl mnoho, protože ve mě věřil a řekl mi, abych přišel do Atromitosu."

### PAOK
Dne 29. ledna 2013 podepsal dvouletou smlouvu s PAOK Soluň, kde měl oblékat dres s číslem 27 a také se vrátil k bývalému trenérovi Donisovi.
10. července 2013 podepsal roční smlouvu na hostování s tureckým týmem Konyaspor. Debutoval v úvodním zápase sezony při výhře 3:2 nad Fenerbahçe. V Konyasporu se stal v průběhu sezony brankářskou jedničkou a v 39 zápasech udržel devět čistých kont.
Po hostování v Konyasporu se vrátil do PAOKU a během druhé poloviny sezóny 2014/15 se stal brankářskou jedničkou. Velmi pomohl klubu zlepšit jeho výkonnost, zejména po příchodu nového trenéra Georgiose Charalambous Georgiadise.

### Versailles
Dne 17. srpna 2018 bylo oznámeno, že Itandje podepsal smlouvu s týmem National 3 Versailles.

## Reprezentační kariéra
Itandje reprezentoval Francii v mládežnických kategoriích při několika příležitostech, debutoval proti Jugoslávii v listopadu 2002.
V roce 2006 byl povolán do předvýběru francouzského týmu po skvělé sezóně v RC Lens. Byl vybrán do équipe de France espoirs (tým do 21 let) a stal se známým pro svůj styl destabilizovat soupeře během penaltového rozstřelu.
V říjnu 2010 byl FIFA povolán reprezentovat Kamerun poté, co vyjádřil svou touhu hrát za kamerunský národní tým.
Itandje debutoval v kvalifikaci na mistrovství světa 2014 proti Togu a brzy se stal volbou číslo 1. Poté nastoupil v úvodním zápase Kamerunu na mistrovství světa proti Mexiku. Poté pokračoval v následujících dvou zápasech proti Chorvatsku a Brazílii. Kamerun prohrál všechny tyto zápasy, což mělo za následek vyřazení z mistrovství světa ve skupinové fázi.

## Kariérní statistiky
Platí k 1. červenci 2017.
| Klub                  | Sezóna            | Liga   | Liga | Pohár  | Pohár | Kontinentální | Kontinentální | Ostatní | Ostatní | Celkově | Celkově |
| Klub                  | Sezóna            | Zápasy | Góly | Zápasy | Góly  | Zápasy        | Góly          | Zápasy  | Góly    | Zápasy  | Góly    |
| --------------------- | ----------------- | ------ | ---- | ------ | ----- | ------------- | ------------- | ------- | ------- | ------- | ------- |
| Red Star              | 2000/01           | 9      | 0    | 0      | 0     | –             | –             | –       | –       | 9       | 0       |
| Lens                  | 2001/02           | 0      | 0    | 0      | 0     | –             | –             | –       | –       | 0       | 0       |
| Lens                  | 2002/03           | 22     | 0    | 0      | 0     | –             | –             | –       | –       | 22      | 0       |
| Lens                  | 2003/04           | 36     | 0    | 0      | 0     | 3             | 0             | –       | –       | 39      | 0       |
| Lens                  | 2004/05           | 38     | 0    | 0      | 0     | –             | –             | –       | –       | 38      | 0       |
| Lens                  | 2005/06           | 37     | 0    | 0      | 0     | 5             | 0             | –       | –       | 42      | 0       |
| Lens                  | 2006/07           | 38     | 0    | 0      | 0     | 8             | 0             | –       | –       | 46      | 0       |
| Lens                  | Celkově           | 171    | 0    | 0      | 0     | 16            | 0             | –       | –       | 187     | 0       |
| Liverpool             | 2007/08           | 0      | 0    | 4      | 0     | –             | –             | 3       | 0       | 7       | 0       |
| Liverpool             | 2008/09           | 0      | 0    | 0      | 0     | –             | –             | –       | –       | 0       | 0       |
| Liverpool             | 2010/11           | 0      | 0    | 0      | 0     | –             | –             | –       | –       | 0       | 0       |
| Liverpool             | Celkově           | 0      | 0    | 4      | 0     | –             | –             | 3       | 0       | 7       | 0       |
| Kavala (hostování)    | 2009/10           | 19     | 0    | 2      | 0     | –             | –             | –       | –       | 21      | 0       |
| Atromitos             | 2010/11           | 7      | 0    | 3      | 0     | –             | –             | –       | –       | 10      | 0       |
| Atromitos             | 2011/12           | 25     | 0    | 5      | 0     | –             | –             | 6       | 0       | 36      | 0       |
| Atromitos             | 2012/13           | 19     | 0    | 0      | 0     | 2             | 0             | –       | –       | 21      | 0       |
| Atromitos             | Celkově           | 51     | 0    | 8      | 0     | 2             | 0             | 6       | 0       | 67      | 0       |
| PAOK                  | 2012/13           | 10     | 0    | 4      | 0     | –             | –             | –       | –       | 14      | 0       |
| PAOK                  | 2014/15           | 25     | 0    | 1      | 0     | –             | –             | –       | –       | 26      | 0       |
| PAOK                  | Celkově           | 35     | 0    | 5      | 0     | 0             | 0             | 0       | 0       | 40      | 0       |
| Konyaspor (hostování) | 2013/14           | 33     | 0    | 0      | 0     | –             | –             | –       | –       | 33      | 0       |
| Çaykur Rizespor       | 2015/16           | 33     | 0    | 4      | 0     | –             | –             | –       | –       | 37      | 0       |
| Gaziantepspor         | 2016/17           | 5      | 0    | 0      | 0     | –             | –             | –       | –       | 33      | 0       |
| Adanaspor             | 2016/17           | 12     | 0    | 0      | 0     | –             | –             | –       | –       | 33      | 0       |
| Celkově v kariéře     | Celkově v kariéře | 368    | 0    | 23     | 0     | 18            | 0             | 9       | 0       | 418     | 0       |

## Úspěchy
- Pohár Intertoto: 2005